# هموار كندي (قشلاق الجنوبي)
هموار کندي (بالفارسية: هموار کندی) هي مستوطنة تقع في إيران في قسم قشلاق الجنوبي الريفي. يقدر عدد سكانها بـ 138 نسمة .